# Matthew Murray
Matthew Murray (antes de 1820-después de 1836) fue un oficial de la marina real británica que se hizo famoso por haber descubierto el canal Beagle siendo oficial de navegación del HMS Beagle bajo el mando del comandante Robert Fitz Roy en la expedición británica al cono sur de América bajo las órdenes del comandante Phillip Parker King entre los años 1826 y 1830.

## Primeros años
Se desconoce cuándo y dónde nació, quiénes fueron sus padres y cuándo ingresó a la marina británica.

## Carrera naval
En diciembre de 1828 siendo ayudante del oficial navegante del HMS Ganges, buque insignia del almirante Robert Waller Otway, comandante en jefe de la Estación Sudamericana de la Royal Navy fondeado en Río de Janeiro, fue transbordado como oficial navegante del HMS Beagle bajo el mando del teniente Robert Fitz Roy.

### Robo de una ballenera por kawésqars
El 29 de enero de 1830 estando el HMS Beagle fondeado en puerto Townshend, en la costa suroeste del archipiélago de Tierra del Fuego, Murray fue enviado con seis hombres en una ballenera al cabo Desolación de la isla Basket, 12 nmi al este de puerto Townshend. Murray al llegar al cabo instaló en tierra una carpa y varó la embarcación en una ensenada cercana; durante la noche unos fueguinos que no se habían mostrado robaron la ballenera.
No teniendo como regresar a bordo ni como avisar la situación en que se encontraban confeccionaron una especie de canoa, más bien una canasta, con ramas de los árboles y con lona de la carpa. En ella envió a tres hombres al Beagle los que arribaron al buque después de veinte horas de bogar, era la madrugada del 5 de febrero.
Fitz Roy inició de inmediato el auxilio de sus hombres e inició la búsqueda de la ballenera. Empleó muchos días en ello pero sin éxito, aunque sí recuperó gran parte del equipo de la embarcación y tomó varios rehenes que llevó a bordo, algunos escaparon y el resto fue desembarcado después de un tiempo, excepto un muchacho que permaneció embarcado.

### Descubrimiento del canal Beagle
A comienzos del mes de abril de 1830 el HMS Beagle fondeó en bahía Orange para descanso de la tripulación y aprovisionarse de agua y leña. Aprovechando el buen tiempo, Fitz Roy envió al teniente Murray en una embarcación con instrucciones de explorar la parte norte y hacia este de bahía Nassau.
El 14 de abril Murray regresó con la información que había pasado a través de bahía Nassau y luego de haber navegado una corta distancia hacia el norte y una larga distancia hacia el este. Había atravesado un estrecho canalizo que lo había llevado a un canal recto, de aproximadamente dos millas de ancho que se extendía de este a oeste, hasta donde alcanzaba la vista. Había descubierto los canales Murray y Beagle.

### En Inglaterra
El Beagle y el Adventure zarparon de Río de Janeiro el 6 de agosto de 1830 y fondearon en Plymouth el 14 de octubre de ese año. Murray fue pagado y licenciado en Plymouth donde permaneció hasta diciembre de 1830 en que a petición de Fitz Roy trasladó en una diligencia hasta Londres a cuatro fueguinos. Después de esta actuación se desconoce su actividad.